# Татариново (Можайский район)
Татариново — деревня в Можайском районе Московской области в составе сельского поселения Бородинское. В деревне числится 1 садовое товарищество — Венки (бывшая деревня). До 2006 года Татариново входило в состав Бородинского сельского округа.
Деревня расположена в западной части района, примерно в 9 км к западу от Можайска, на правом берегу реки Станица (приток Колочи), высота центра над уровнем моря 207 м. Ближайшие населённые пункты в полукилометре — Псарёво на юг и посёлок Бородинское Поле — на восток. Через деревню проходит Можайское шоссе (региональная автодорога 46К-1011).

## Население
| 2002 | 2006 | 2010 |
| ---- | ---- | ---- |
| 122  | ↗127 | ↘91  |